# ALPACA
Die Abkürzung ALPACA bedeutet auf Englisch die mitteleuropäische Region Alpine-Pannonian-Carpathian. Diese Region ist von besonderem Interesse
- für Geologie und Geomorphologie – wegen der vielfältigen Landschaften vom alpiden Hochgebirge über verschieden alte Mittelgebirge bis zur ungarischen Tiefebene;
- für die Wirtschaftsgeografie u. a. wegen wichtiger Rohstoffe in Erzgebirgen, dem Erdöl und Erdgas im Wiener Becken oder den Schotterterrassen und Kraftwerken an der Donau und ihren großen Nebenflüssen;
- für die Geophysik wegen der starken Unterschiede im Aufbau der Erdkruste. So hat z. B. die Mohofläche (Grenzfläche zum Erdmantel) hier eine stark wechselnde Tiefe von etwa 20 km bis 70 km;
- für Geisteswissenschaften und die Politik wegen der vielfältigen Völkerschaften, Sprachen und Kulturzonen.

Der Begriff ALPACA wurde um 1995 von den Geowissenschaftlern der Hexagonale-Kooperation (heute Central European Initiative (CEI)) geprägt, um die gemeinsamen Forschungsziele zu bündeln.